# Соловьёва, Поликсена Сергеевна
Поликсе́на Серге́евна Соловьёва (псевдоним Allegro; 20 марта [1 апреля] 1867 — 16 августа 1924) — русская поэтесса, переводчица и художница; издатель детского журнала «Тропинка». Дочь историка Сергея Соловьёва, сестра философа и поэта Владимира Соловьёва.

## Биография
Поликсена Соловьёва родилась 20 марта 1867 года, когда её отец занимал должность ректора Московского университета. Была последним, двенадцатым ребёнком в семье Сергея Соловьёва и Поликсены Романовой. Рано, в пять лет, научившись читать и писать, увлеклась поэзией. Одной из первых прочитанных ею книг был сборник стихов А. А. Фета. Кроме того, Соловьёва несколько лет занималась в Школе живописи, ваяния и зодчества у И. М. Прянишникова и В. Д. Поленова.
Впервые стихи Поликсены Соловьёвой были опубликованы в 1885 году в журнале «Нива», однако, невысоко оценивая своё поэтическое дарование, она продолжала заниматься живописью, не стремясь публиковать свои стихи.
После переезда в Петербург в 1895 году она вновь начала публиковать стихи в журнале «Русское богатство». Именно там впервые поэтесса использует псевдоним Allegro. В 1899 году выпустила поэтический сборник «Стихотворения». Несмотря на то, что сама она считала его очень слабым, это дало ей возможность посещать поэтические вечера К. К. Случевского, на которых она познакомилась с К. Бальмонтом, А. Блоком, З. Гиппиус, Вяч. Ивановым, М. Лохвицкой, Д. Мережковским и другими символистами.
Поликсена участвовала в богемной жизни столицы, держалась подчёркнуто мужеподобно, иногда выходила в свет в брюках, имела романы с женщинами. Сборник символистских стихов «Иней» (1905) заслужил положительную оценку А. Блока. Надо сказать, что все «младшие» символисты (Андрей Белый, А.Блок, Вяч. Иванов и др.) видели в Поликсене Соловьёвой не только кровную, но и духовную сестру своего знаменитого брата. Поэтому все рецензии на её сборники были сочувствующими. О технической слабости её стихов не говорили. Исключением была рецензия Валерия Брюсова на сборник «Иней». В дневниковых записях 1912 и 1913 гг. Блок отзывался о её стихах отрицательно, а в 1915 году отказался написать статью о её творчестве.

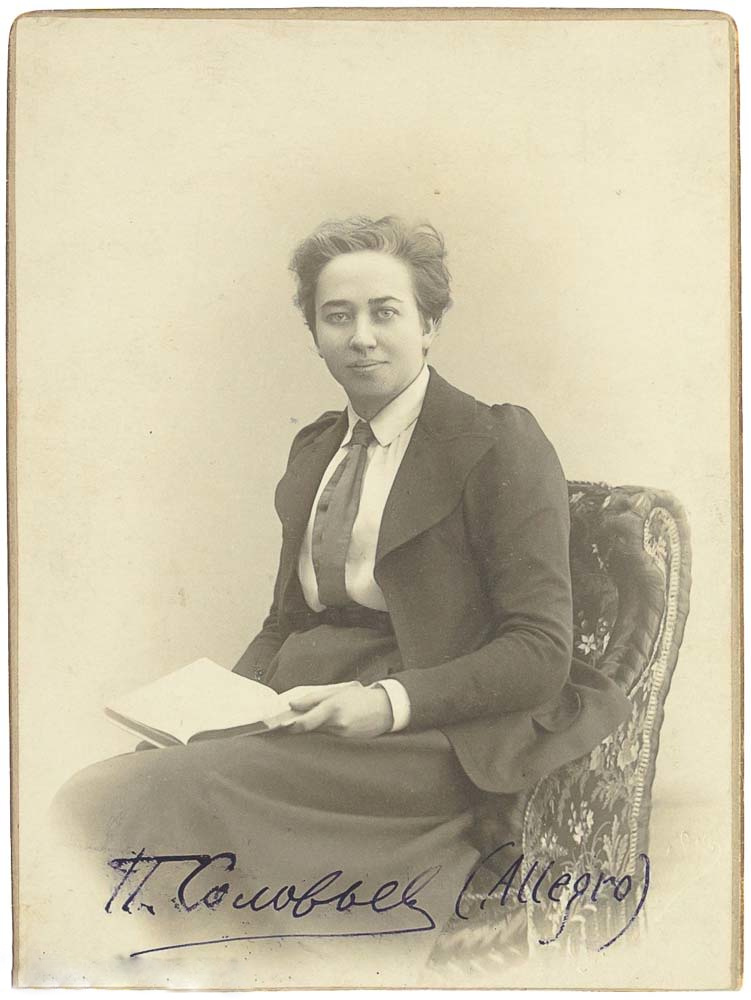
Кабинетное фото Поликсены Соловьёвой с автографом.

С конца 1905 по 1912 год Соловьёва совместно со своей спутницей жизни, детской писательницей Наталией Манасеиной (1869—1930), издавала детский журнал «Тропинка», в котором увидели свет многие стихи, рассказы и пьесы Соловьёвой, а также её переводы «Романа о лисе» и «Алисы в Стране чудес». Всего издательство «Тропинка» выпустило более 20 детских книг Соловьёвой. В 1908 году Поликсене Соловьёвой была присуждена золотая Пушкинская медаль, а издательство «Тропинка» получило Золотую медаль Петербургской выставки «Искусство в жизни ребёнка».
Пьесы Соловьёвой воспитывают христианское мировоззрение, отличаются дидактической направленностью.
Значительное место в творческом наследии Соловьёвой занимают сказки. Она сочиняет собственные фольклорные, или обрабатывает народные сказки.
Соловьёва иллюстрировала собственные поэтические сборники, причём её иллюстрации заслужили высокую оценку Иннокентия Анненского и Василия Розанова. Известна также как автор рисунков и издатель ныне очень редкой серии почтовых открыток «Дети зимой». Всего в серии 12 открыток, подписанных Allegro.
С 1916 года Соловьёва и Манасеина из-за расстроенного здоровья жили на юге, в Коктебеле, где Поликсена Сергеевна работала библиотекарем при санатории, читала лекции в Народном университете и занималась переводами. Иногда Соловьёвой удавалось печататься в симферопольских и феодосийских газетах и альманахах. В «Письме к Амазонке» Марина Цветаева вспоминает о любви двух женщин:

«О, я знаю, что иногда это продолжается до самой смерти. Трогательное и страшное видение на диком крымском берегу двух дам, уже пожилых и проживших жизнь вместе. Одна — сестра большого славянского мыслителя, столь читаемого ныне во Франции. Тот же светлый лоб, те же грозовые глаза, те же пухлые и нагие губы. И вокруг них была пустота, более пустая, чем вокруг состарившейся бездетной „нормальной“ пары, пустота более отчуждающая, более опустошающая...»
В декабре 1923 г. Соловьёва и Манасеина вернулись в Москву.
Скончалась после операции в Солдатенковской больнице в возрасте 57 лет. Похоронена на кладбище Новодевичьего монастыря, рядом с отцом и братьями Всеволодом и Владимиром.

## Библиография

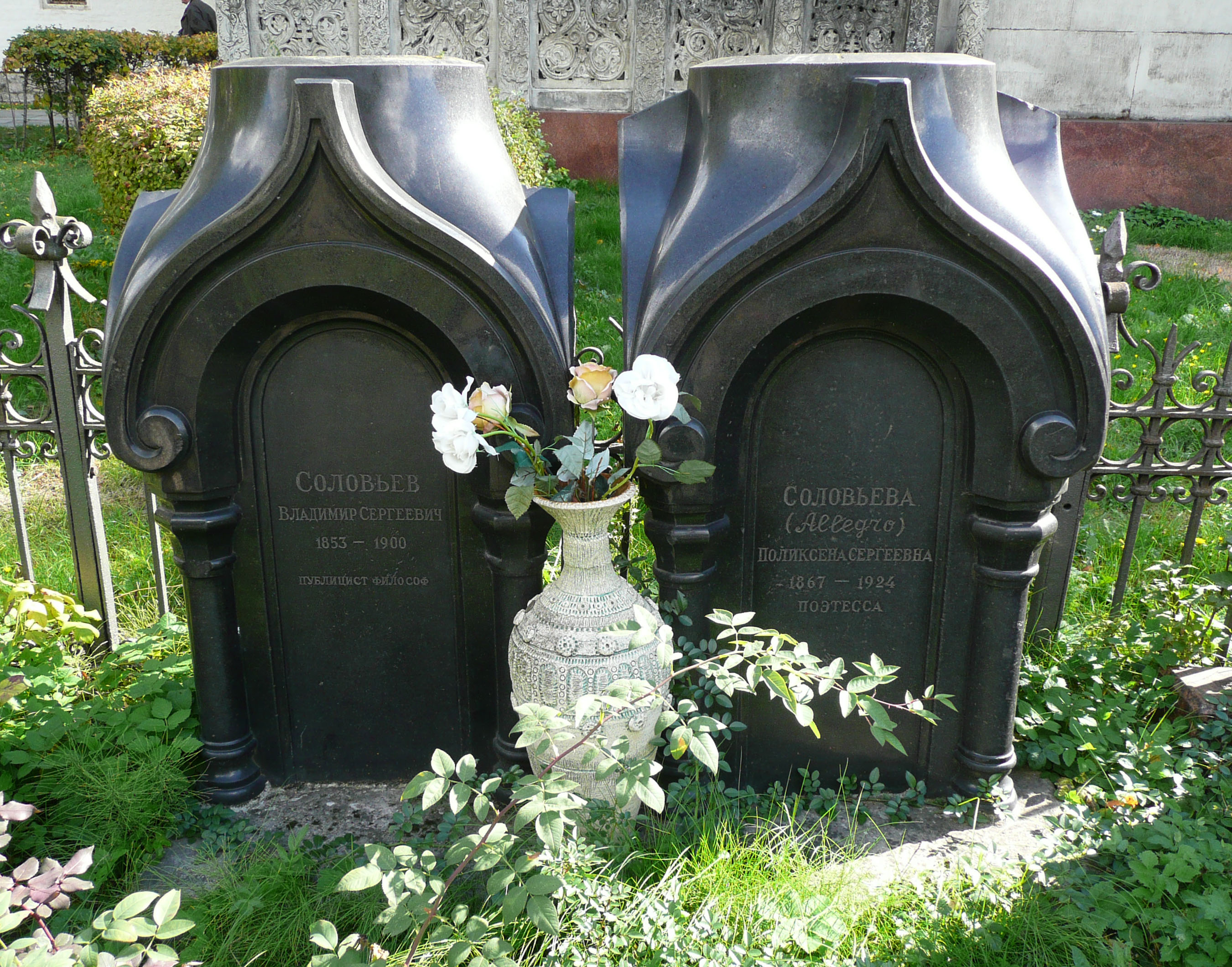
Надгробия Владимира и Поликсены Соловьёвых